# Ivan Montana
Ivan Montana (21. prosinca 1906. – Split, 19. siječnja 1930.) hrvatski nogometaš.

## Životopis
20-ih godina 20. stoljeća bio je igrač splitskog Hajduka s kojim je osvojio naslov prvaka 1927. i 1929. godine.
Prvi službeni nastup za Hajduk (i to u početnom sastavu) bio mu je za proljetno prvenstvo Splitskog podsaveza 13. ožujka 1927. protiv Amatera u Splitu koju je Hajduk dobio s 4:0 pogocima Benčića (2), A Bonačića i Š. Poduje.
Jedina tri gola postigao je u prijateljskim utakmicama. Preminuo je od tifusa 1930. godine.
Statistika u Hajduku
| Natjecanje        | Nastupi | Zgoditci |
| ----------------- | ------- | -------- |
| Prvenstvo         | 13      | 0        |
| Kup               | 0       | 0        |
| Superkup          | 0       | 0        |
| Međunarodne       | 0       | 0        |
| Splitski podsavez | 8       | 0        |
| Ukupno            | 21      | 0        |
| Prijateljske      | 52      | 3        |
| Sveukupno         | 73      | 3        |